# Zentralstadion (Kasan)
Das Zentralstadion (russisch Центральный стадион (Казань)) ist ein Fußballstadion mit Leichtathletikanlage in der russischen Stadt Kasan, Hauptstadt der Republik Tatarstan. Hier empfing bis 2014 der Fußballverein Rubin Kasan seine Gegner.

## Geschichte
Das Stadion in Kasan wurde am 25. Juni 1960 eingeweiht. Das erste Fußballspiel fand am 21. August 1960 zwischen Iskra Kasan und Metallurg Kamensk-Uralski (4:1) statt. Bevor die Spielstätte seinen heutigen Namen bekam, hieß es Lenin Stadion. Die im Jahr 2006 renovierte Sportstätte bietet heute 30.133 Zuschauern Platz (133 VIP-Logenplätze) und von der Haupttribüne (West) ausgehend sind die Ränge bis zur Hälfte des Stadions überdacht. Sechs Blöcke der Nordtribüne sind für die Gästefans vorgesehen. Des Weiteren ist das Stadion mit einer Rasenheizung und einer digitalen Anzeigetafel ausgestattet; die Flutlichtanlage leistet 1385 Lux und eine Videoüberwachungsanlage mit 31 Kameras (13 innen und 18 außen) ist vorhanden. Für die Journalisten stehen 43 Arbeitsplätze zur Verfügung und Eintrittskarten können an einem der 14 Kartenschalter erworben werden.
Direkt hinter der Haupttribüne wurde am 29. August 2007 eine Sporthalle für Fußball und Leichtathletik eröffnet. Sie hat eine Länge von 178 m, die Breite beträgt 91 m und ragt 24 m in die Höhe. Auf einer kleinen Tribüne finden rund 1.000 Zuschauer Platz. Auf dem Spielfeld, mit den Maßen 105 × 68 m, ist ein Kunstrasen verlegt und drumherum führt eine fünfspurige Laufbahn.